# Centromerita
Genre
Centromerita est un genre d'araignées aranéomorphes de la famille des Linyphiidae.

## Distribution
Les espèces de ce genre se rencontrent en zone holarctique.

## Liste des espèces
Selon World Spider Catalog (version 16.5, 02/08/2015) :
- Centromerita bicolor (Blackwall, 1833)
- Centromerita concinna (Thorell, 1875)

## Publication originale
- Dahl, 1912 : Araneae. Über die Fauna des Plagefenn-Gebietes. Das Plagefenn bei Choren. Berlin, p. 575-622.